# 成吉斯汗 (國大代表)
成吉斯汗（1912年—1950年），原名阿不都勒艾則孜·毛拉·吾守爾，又名阿不列孜大毛拉，在新疆政界用成吉思汗作名字，維吾爾族、新疆省輪台縣陽霞人，曾在新疆省輪台縣當選為第一屆國民大會代表。

## 經歷[1]
- 民國元年（1912年）出生於一個宗教家庭。從小跟父親毛拉·吾守爾大毛拉學經文，16歲時，在庫車木沙依甫大毛拉的經文學堂裡學習4年。
- 民國20年（1931年）至民國23年（1934年）在喀什經文學校進修，畢業後取得大毛拉教稱、接著去印度遊學。
- 民國26年（1937年）至民國28年（1939年）赴阿拉伯各國遊學。
- 民國29年（1940年）到埃及學習並畢業於埃及大學。在埃及大學，因學業優秀，獲得“成吉思汗”的名號。這些經歷、使他受到泛土耳其主義思想的影響，而成為泛土耳其主義分子。
- 民國30年（1941年），新疆省政府委任阿不都勒艾則孜擔任青運會主任等職。
- 民國36年（1947年）8月9日，被任命為新疆維吾爾文化促進總會理事長，並當選為國大代表。
- 民國38年（1949年）7月，阿不都勒艾則孜返回輪台縣陽霞老家。9月21日，新疆省政府副主席買買提明、秘書長艾沙伯克—行六、七人乘3輛汽車來到陽霞，與他會合，決定一起從南疆出境。10月到莎車，因邊界封鎖而滯留兩個月，後被中國人民解放軍南疆軍區集中在喀什學習。
- 1950年7月，由喀什押往迪化，年底被鎮壓。